# Plagiostachys roseiflora
Plagiostachys roseiflora är en enhjärtbladig växtart som beskrevs av Julius och A.Takano. Plagiostachys roseiflora ingår i släktet Plagiostachys och familjen Zingiberaceae. Inga underarter finns listade i Catalogue of Life.